# Fatḥa
La fatḥa (in arabo فتحة‎? /ˈfatħa/, letteralmente "apertura") è il nome che si dà alla vocale breve "a" in lingua araba. Come tutte le vocali brevi (chiamate "movimenti", ovvero ḥarakāt), essa è un segno facoltativo ma, quando viene tracciato, esso si colloca al di sopra del ductus consonantico ed è somigliante ad un trattino obliquo che da sinistra si muove verso destra e verso l'alto: es.  دَ  [da].

## Fonti
- Faruk Abu-Chacra, Arabic: an Essential Grammar, London/New York, Routledge, 2007, ISBN 978-0-203-08881-4.